# Dimo Bakalov
Dimo Bakalov (tiếng Bulgaria: Димо Бакалов; sinh 19 tháng 12 năm 1988) là một cầu thủ bóng đá Bulgaria hiện tại thi đấu cho Lokomotiv Plovdiv ở vị trí tiền vệ.

## Sự nghiệp
Năm 2006 tiền đạo học viện trẻ Dimo Bakalov đồng ý điều khoản hợp đồng cùng với Sliven 2000, có hiệu lực 3 năm.
Vào tháng 6 năm 2014, Bakalov chuyển từ Ludogorets Razgrad đến Beroe Stara Zagora.

## Thống kê câu lạc bộ
Bản mẫu:Cập nhật ngày
| Câu lạc bộ          | Mùa giải            | Giải vô địch | Giải vô địch | Cúp     | Cúp       | Châu Âu | Châu Âu   | Tổng    | Tổng      |
| Câu lạc bộ          | Mùa giải            | Số trận      | Bàn thắng    | Số trận | Bàn thắng | Số trận | Bàn thắng | Số trận | Bàn thắng |
| ------------------- | ------------------- | ------------ | ------------ | ------- | --------- | ------- | --------- | ------- | --------- |
| Sliven 2000         | 2006–07             | 13           | 0            | 1       | 0         | -       | -         | 14      | 0         |
| Sliven 2000         | 2007–08             | 23           | 2            | 2       | 0         | -       | -         | 25      | 2         |
| Sliven 2000         | 2008–09             | 14           | 0            | 1       | 0         | -       | -         | 15      | 0         |
| Sliven 2000         | 2009–10             | 12           | 1            | 1       | 0         | -       | -         | 13      | 1         |
| Sliven 2000         | 2010–11             | 22           | 4            | 0       | 0         | -       | -         | 22      | 4         |
| Sliven 2000         | Tổng                | 84           | 7            | 5       | 0         | -       | -         | 89      | 7         |
| Ludogorets          | 2011–12             | 14           | 2            | 3       | 0         | -       | -         | 17      | 2         |
| Ludogorets          | 2012–13             | 15           | 4            | 0       | 0         | 1       | 0         | 16      | 4         |
| Ludogorets          | 2013–14             | 7            | 0            | 1       | 0         | 2       | 0         | 10      | 0         |
| Ludogorets          | Tổng                | 36           | 6            | 4       | 0         | 3       | 0         | 43      | 6         |
| Beroe               | 2014–15             | 13           | 2            | 1       | 0         | -       | -         | 14      | 2         |
| Lokomotiv Plovdiv   | 2015–16             | 17           | 2            | 2       | 0         | -       | -         | 19      | 2         |
| Lokomotiv Plovdiv   | 2016–17             | 33           | 5            | 3       | 0         | -       | -         | 36      | 5         |
| Lokomotiv Plovdiv   | 2017–18             | 20           | 7            | 2       | 1         | -       | -         | 22      | 8         |
| Lokomotiv Plovdiv   | Tổng                | 70           | 14           | 7       | 1         | 0       | 0         | 77      | 15        |
| Tổng cộng sự nghiệp | Tổng cộng sự nghiệp | 203          | 29           | 17      | 1         | 3       | 0         | 223     | 30        |

## Danh hiệu

### Club
Ludogorets
- A PFG (3): 2011–12, 2012–13, 2013–14
- Cúp bóng đá Bulgaria (2): 2011–12, 2013–14
- Siêu cúp bóng đá Bulgaria (1): 2012